# (9485) Uluru
(9485) Uluru ist ein Asteroid des Hauptgürtels, der am 24. September 1960 von den niederländischen Astronomen Cornelis Johannes van Houten, Ingrid van Houten-Groeneveld und Tom Gehrels am Palomar-Observatorium (Sternwarten-Code 675) in Kalifornien entdeckt wurde.
Der Asteroid wurde am 2. April 1999 nach dem Uluṟu benannt, einem wegen seiner spirituellen Relevanz für die Traumzeit-Erzählungen für die Aborigines heiligen Berg, der unter seiner englischen Bezeichnung Ayers Rock ein Wahrzeichen Australiens ist.